# アミドトリゾ酸
アミドトリゾ酸(アミドトリゾさん, Diatrizoate, amidotrizoate)はX線撮影で用いられる造影剤。単純X線撮影では可視化できない消化管、静脈、尿路系、脾臓、関節などを描出する。コンピュータ断層撮影 (CTスキャン） でも用いられる。経口、経静脈、経尿道、経直腸、経カテーテルといった投与方法で用いられる。
比較的多くみられる副作用には、嘔吐、下痢、皮膚の発赤などがある。他にもかゆみ、腎臓障害、低血圧、アレルギー反応などがある。 ヨウ素アレルギーでは用いられない。アミドトリゾ酸は高浸透圧のヨウ素イオン造影剤である。

## 薬理
アミドトリゾ酸の構成元素であるヨウ素は高いX線吸収能をもつ．これに基づき，本剤の存在部位はX線が通らず、他の組織はX線が透過し、画像上のコントラストが生じる。

## 医療用
メグルミンとの合剤が上市されている。日本においては一般名アミドトリゾ酸ナトリウムメグルミンとして、バイエル薬品より経口・注腸用剤が「ガストログラフイン」が、また注射液が「ウログラフイン」として認可されている。
- ガストログラフインは硫酸バリウムの代替として上部消化管透視や小腸透視で用いられる。バリウムに対するアレルギーのある場合や、バリウムが腹腔内に漏れる可能性のある場合などが代替の適応となる。バリウムよりも胃や腸の粘膜描出の性能に劣るため一般的なX線透視では用いられない。
- 回虫の駆虫にも用いられる[4][5]。アミドトリゾ酸は、回虫を殺さずに、消化液とともに滑らせ、排泄することで駆虫する。小腸内で嵌入した回虫塊による腸閉塞を改善できる可能性がある[6]。
- アニサキスの駆虫にも有効であることが報告されている[7]。
- 日本海裂頭条虫の駆虫は、プラジカンテルの内服とアミドトリゾ酸の服用・注入[8][9] が代表的なものである。プラジカンテルは駆虫率90〜100 %、アミドトリゾ酸は駆虫率約78 %とされる。

### 適応症
ガストログラフイン
- 消化管撮影
下記の場合における消化管造影
  - 狭窄の疑いのあるとき
  - 急性出血
  - 穿孔の恐れのあるとき（消化器潰瘍や憩室）
  - その他、外科手術を要する急性症状時
  - 胃及び腸切除後（穿孔の危険、縫合不全）
  - 内視鏡検査法実施前の異物及び腫瘍の造影
  - 胃・腸瘻孔の造影
- コンピュータ断層撮影における上部消化管の造影

ウログラフイン注60%
- 内視鏡的逆行性膵胆管撮影 (ERCP)、経皮経肝胆道撮影 (PTGB)

ウログラフイン注76%
- 唾液腺撮影

## 化学
アミドトリゾ酸は高浸透圧の造影剤であり、浸透圧は50 %溶液で約1500 mOsm/kg、76 %溶液で2000 mOsm/kg以上である。